# Joseph Taborsky
Joseph L. Taborsky, Spitznamen Chin und Mad Dog (* 23. März 1924 in Hartford, Connecticut; † 17. Mai 1960 in Wethersfield, Connecticut), war ein US-amerikanischer Serienmörder. Er wurde für einen Raubmord aus dem Jahr 1950 zum Tode verurteilt, jedoch 1955 aufgrund begründeter Zweifel wieder entlassen. Zwischen Ende 1956 und Anfang 1957 verübte er innerhalb von zehn Wochen mehrere Raubüberfälle und sechs weitere Morde, weshalb er erneut zum Tode verurteilt und 1960 durch den elektrischen Stuhl hingerichtet wurde. Seine Verbrechen wurden auch als „Mad Dog Killings“ bekannt.

## Verbrechen
Erste Verbrechen beging er bereits in frühen Kinderjahren. Nach mehreren Diebstählen und Einbrüchen wurde er im Alter von 14 Jahren in ein Heim für jugendliche Straftäter eingeliefert. 
Am 23. März 1950 überfiel er mit seinem Bruder Albert den Cooper's Package Store in West Hartford und schoss dem Ladenbesitzer Louis L. Wolfson ins Gesicht. Dieser erlag am 26. März seinen Verletzungen. Als Tatwaffe wurde eine Faustfeuerwaffe, Kaliber .22, identifiziert. Da Albert die Tat seiner Mutter anvertraute und diese die Polizei informierte, wurden die Brüder in Haft genommen. Albert trat als Kronzeuge auf und gestand seine Beteiligung an dem Verbrechen, sodass ihm die Todesstrafe erspart blieb und er stattdessen zu einer lebenslangen Freiheitsstrafe verurteilt wurde. Der leugnende Joseph hingegen wurde wegen vorsätzlichen Raubmordes zum Tode durch den elektrischen Stuhl verurteilt und in den Todestrakt von Connecticut überstellt.
Da sein Bruder Albert während der Haft für nicht zurechnungsfähig erklärt wurde und Josephs Verurteilung vor allem aufgrund der Aussagen seines Bruders zu Stande gekommen war, wurde Josephs Verurteilung vom Obersten Gericht in Connecticut aufgehoben und im Oktober 1955 seine Freilassung angeordnet.
1956 begann er eine Raub- und Mordserie mit seinem Komplizen Arthur Culombe, den er von seiner Arbeitsstelle her kannte. Es begann mit gewalttätigen Überfällen auf ein Hotel, zwei Spirituosenläden und eine Schneiderei in Hartford. Bei letzterem Überfall am 15. Dezember 1956 schoss Taborsky dem Angestellten Nickola Leone ins Gesicht, dieser überlebte jedoch. Nur knapp eine Stunde nach dem Schuss auf Leone überfielen sie eine Tankstelle in New Britain. Dabei wurden der Tankwart Edward Kurpiewski und der zufällig an der Tankstelle haltende Daniel Janowski in Nebenräume geführt und durch Kopfschüsse ermordet. Janowskis auf der Rückbank seines Wagens schlafende Tochter wurde von den Tätern vermutlich nicht bemerkt.
Am 21. Dezember folgte ein Überfall auf ein Lebensmittelgeschäft in Coventry. Die beiden Inhaber wurden zwar misshandelt, konnten jedoch entkommen. Nur fünf Tage später ermordeten sie Samuel Cohn beim Überfall auf dessen Spirituosenladen in East Hartford. Während des Überfalls auf das Schuhgeschäft von Frank Adinolfi am 5. Januar 1957 in North Haven wurden die beiden vom Ehepaar Bernard und Ruth Speyer überrascht. Taborsky tötete die beiden durch Kopfschüsse und flüchtete mit Culombe, der Adinolfi in einem Hinterzimmer bewusstlos geschlagen und tot geglaubt hatte. 
Ende Januar 1957 tötete Taborsky beim Raubüberfall auf einen Drogeriemarkt in Hartford den Besitzer John Rosenthal durch Schüsse in die Brust. Taborsky schoss auch auf Rosenthals Sohn, verfehlte diesen jedoch. Adinolfi, der sich inzwischen erholt hatte, konnte sich an die Schuhgröße von Taborsky erinnern und ihn anhand eines Fotos aus der Verbrecherkartei identifizieren.
Im Februar 1957 wurden die beiden Männer in Hartford verhaftet. Arthur Culombe sagte umfangreich über die Taten aus und wurde zu lebenslanger Haft verurteilt, während Taborsky am 27. Juni 1957 wegen sechsfachen Mordes erneut zum Tode durch den elektrischen Stuhl verurteilt wurde. Diesmal gestand er auch die Ermordung von Louis L. Wolfson aus dem Jahr 1950. Er ist mit Stand 2014 der einzige Häftling in der Rechtsgeschichte von Connecticut, der zweimal und für verschiedene Verbrechen in die Todeszelle kam.
Am 17. Mai 1960 wurde er im Connecticut State Prison in Wethersfield hingerichtet. Es war die letzte Hinrichtung im Bundesstaat Connecticut für 45 Jahre. 
Sein Komplize Arthur Culombe starb 1980 im Gefängnis.